# Dedići (Bar)
Pour les articles homonymes, voir Dedići.
Ne doit pas être confondu avec Đedići.
Dedići (en serbe cyrillique : Дедићи; en albanais: Dedaj) est un village du sud du Monténégro, dans la municipalité de Bar.

## Démographie

### Évolution historique de la population
| 1948 | 1953 | 1961 | 1971 | 1981 | 1991 | 2003 |
| ---- | ---- | ---- | ---- | ---- | ---- | ---- |
| 110  | 114  | 118  | 51   | 22   | 12   | 3    |